# موریس کالکا
موریس کالکا (انگلیسی: Maurice Calka; ۱۰ ژانویهٔ ۱۹۲۱ – ۲۵ اوت ۱۹۹۹) طراح، و مجسمه‌ساز اهل فرانسه بود.
وی همچنین برندهٔ جوایزی همچون جایزه بزرگ رم شده‌است.